# Sumbawa (otok)
Sumbawa je otok u Indoneziji, jedan od otoka u nizu Malih sundskih otoka. Zapadno od otoka nalazi se otok Lombok, istočno Flores, a dalje jugoistočno Sumba. 
Sumbawa ima površinu 15 448 km² i na otoku živi oko 1,219.590 ljudi (2005.). Najviši vrh otoka je vulkan Tambora (2 850m).
Na otoku živi nekoliko plemena među kojima su najznačajniji Sumbawa ili Semawa (328.000), na zapadu otoka. Žive od poljodjelstva (riža) i uzgoja vodenih bivola, krava i koza. Uobičajen je sustav basiru, zajednički rad na polju pojedinca; Dompu (82.000), poljodjelci, ribari i uzgajivači stoke. Sela im se uvijek nalaze duž rijeka ili puteva s drvenim kućama prekrivenim suhim listovima; Bima ili Mbojo (628.000), austronezijski narod koji govori više dijalekata kolo, sangar (sanggar), toloweri, bima, mbojo. Poznati su po uzgoju konja. Živa od poljodjelstva.